# Alessandro Marcello
Alessandro Ignazio Marcello (Venecia, República de Venecia, 1 de febrero de 1673 - ib., 19 de junio de 1747) fue un noble y diletante italiano que se interesó por diversas áreas, como la poesía, filosofía, matemáticas y, quizás en la que fue más notable, en música. Su obra más conocida es, tal vez, el Concierto para oboe en re menor.

## Biografía
Coetáneo de Antonio Vivaldi, Marcello daba conciertos en su ciudad natal de Venecia. Compuso y publicó varios grupos de conciertos, incluyendo conciertos bajo el título de La cetra (la lira), así como cantatas, arias, canzonettas y sonatas para violín. Marcello a menudo componía bajo el pseudónimo de Eterio Stinfálico, su nombre como miembro de la famosa Academia de la Arcadia (Pontificia Accademia degli Arcadi).
Aunque sus obras se tocan con escasa frecuencia hoy en día, Marcello está considerado como un compositor muy competente. De acuerdo con el diccionario Grove Dictionary of Music and Musicians: «Sus conciertos de La cetra son inusuales por sus partes de instrumento de viento solista, junto con un conciso empleo del contrapunto al estilo vivaldiano, elevando su categoría a la más reconocida dentro del concierto clásico veneciano barroco».

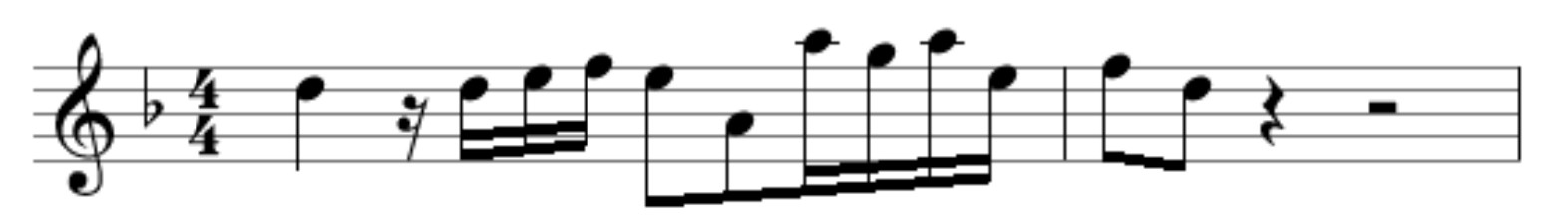
Motivo principal del movimiento: Andante.

Fue dada a conocer gracias a la transcripción  en Do menor para clavecín de Johann Sebastian Bach (BWV 974). 
Benedetto Marcello (1686 - 1739), hermano de Alessandro, fue compositor asimismo.